# Frameline Film Festival
El Frameline Film Festival (también conocido como San Francisco International LGBTQ+ Film Festival; anteriormente San Francisco International LGBT Film Festival; San Francisco International Lesbian and Gay Film Festival ) comenzó como un evento promocional en 1976. El primer festival de cine, llamado The Gay El Festival de Cine de Super-8 Films, se llevó a cabo en 1977; está organizado por Frameline, una organización sin ánimo de lucro cuya misión es "cambiar el mundo a través del poder del cine queer ". Es el festival de cine LGBTQ+ más antiguo del mundo.
Con una asistencia anual que oscila entre las 60 000 y 80 000 personas, es el evento de exhibición de películas LGBTQ+ más grande. También es el evento artístico LGBTQ+ más concurrido en el Área de la Bahía de San Francisco. El festival se celebra todos los años a finales de junio de acuerdo con un calendario que permite que la noche de clausura del evento de once días coincida con el Día del Orgullo Gay.
Las películas proyectadas en el Frameline Film Festival han sido donadas al Hormel Center en la Biblioteca Pública de San Francisco.  Se hizo una donación inicial en 2005 y la biblioteca se asoció con la organización Bay Area Video Coalition (BAVC) para la conservación de grabaciones de vídeo.
En 2020, el festival fue uno de los socios, junto con Outfest Los Ángeles, el Festival de Cine Lésbico, Gay, Bisexual y Trans de Nueva York y el Inside Out Film and Video Festival, en el lanzamiento de North American Queer Festival Alliance, una iniciativa para promover el cine LGBT.

## Premios
Los premios anuales del festival incluyen el premio Frameline otorgado a una persona que ha desempeñado un papel clave en la historia del cine LGBTQ +, premios del público a la mejor película, mejor documental, mejor cortometraje y premios con jurado a la ópera prima y al documental destacado.

## Otras lecturas
- Lofton, Charles (Fall 1996). «Festival Roundup: San Francisco International Lesbian and Gay Film Festival». Filmmaker.
- Morris, Gary (1 de agosto de 1999). «Empty Closets: The 1999 San Francisco International Lesbian and Gay Film Festival». Bright Lights Film Journal.
- Parachini, Allan (17 de octubre de 1990). «NEA Investigation Exonerates S.F. Gay Film Festival : Endowment: The previously undisclosed inquiry is the first under the agency's controversial 1990 anti-obscenity controls.». Los Angeles Times.
- Wall, Alix (20 de junio de 2003). «Anti-Israel protest at film fest irks local gay Jews, consulate». Jewish News of Northern California.
- Webb, Daisy (26 de marzo de 2018). «Frameline Film Festival: America's largest LGBTQI indie fest». Film Daily.